# Staatliche Akademie für Sporterziehung und Sport
Die Staatliche Akademie für Sporterziehung und Sport (georgisch საქართველოს ფიზიკური აღზრდისა და სპორტის სახელმწიფო სასწავლო უნივერსიტეტი; englisch State Academy of Physical Education and Sport of Georgia) ist eine 1938 gegründete Universität in Tiflis, der Hauptstadt Georgiens.
1938 wurde die Hochschule als Staatskörperkultur Institut und unabhängige Hochschuleinrichtung gegründet. 1994 erfolgte die staatliche Anerkennung. 2007 wurde die Hochschule in die Staatliche Ilia-Universität integriert. 
Am 28. März 2013 wurde durch den Staat Georgien die ursprüngliche Eigenständigkeit wiederhergestellt. Am 19. Mai 2014 wurde der Hochschulbetrieb, zunächst befristet auf fünf Jahre, eröffnet und die Institution als Universität staatlich anerkannt. 

## Fakultäten
- Physikalische Medizin
- Rehabilitation